# Happy Together (serial telewizyjny)
Happy Together – amerykański serial telewizyjny (komedia) wyprodukowany przez Fulwell 73, 3 Arts Entertainment, The Gary Breakfast Corporation, Page Entertainment oraz CBS Television Studios, którego twórcami są Tim McAuliffe i Austen Earl. Serial był emitowany od 1 października 2018 roku do 14 stycznia 2019 roku przez CBS.
11 maja 2019 roku, stacja CBS ogłosiła anulowanie serialu po jednym sezonie.
Fabuła serialu opowiada o Jake'u i Claire, małżeństwie, do których wprowadza się Cooper, gwiazda muzyki pop.

## Obsada

### Główna
- Damon Wayans Jr. jako Jake Davis[3]
- Amber Stevens West jako Claire Davis[4]
- Stephnie Weir jako Bonnie
- Victor Williams jako Gerald[5]
- Chris Parnell jako Wayne[6]
- Felix Mallard jako Cooper James[7]

### Role drugoplanowe
- Winston James Francis jako Nightmare

## Odcinki
| Sezon | Odcinki | Oryginalna emisja w CBS | Oryginalna emisja w CBS |
| Sezon | Odcinki | Premiera sezonu         | Finał sezonu            |
| ----- | ------- | ----------------------- | ----------------------- |
| 1     | 13      | 1 października 2018     | 14 stycznia 2019        |

### Sezon 1 (2018-2019)
| #  | Tytuł                   | Reżyseria       | Scenariusz                          | Premiera w CBS       |
| -- | ----------------------- | --------------- | ----------------------------------- | -------------------- |
| 1  | Pilot                   | Phill Lewis     | Tim McAuliffe, Austen Earl          | 1 października 2018  |
| 2  | Scrubbing               | Andy Ackerman   | Rebecca Kohler, Darrin Rose         | 8 października 2018  |
| 3  | Let's Work It Out       | Andy Ackerman   | Brad Stevens, Boyd Vico             | 15 października 2018 |
| 4  | About Your Parents      | Phill Lewis     | Naomi Iwamoto                       | 22 października 2018 |
| 5  | Like Father, Like Son   | Phill Lewis     | Craig Wayans                        | 29 października 2018 |
| 6  | Bland Gestures          | Mark Cendrowski | Luke Cunningham, Matt Unsworth      | 5 listopada 2018     |
| 7  | How Jake and Claire Met | Jeff Greenstein | Gracie Glassmeyer                   | 12 listopada 2018    |
| 8  | Til Death Do We Party   | Jeff Greenstein | Stephnie Weir                       | 19 listopada 2018    |
| 9  | The Power of Yes...Men  | Andy Ackerman   | Amina Munir                         | 3 grudnia 2018       |
| 10 | Home Insecurity         | Andy Ackerman   | Jen D'Angelo                        | 10 grudnia 2018      |
| 11 | A Claire-Free Lifestyle | Phill Lewis     | Hillary Handelsman, Anton Schettini | 17 grudnia 2018      |
| 12 | Vows                    | Andy Ackerman   | Michael Hobert                      | 7 stycznia 2019      |
| 13 | Backstage P(asses)      | Andy Ackerman   | Brad Stevens, Boyd Vico             | 14 stycznia 2019     |

## Produkcja
W lutym 2018 roku ogłoszono, że Damon Wayans Jr. oraz Felix Mallard zagrają główne role w serialu.
W kolejnym miesiącu obsada serialu powiększyła się o Chrisa Parnella i Amber Stevens West.
9 maja 2018 roku stacja CBS zamówiła pierwszy sezon dramatu, którego premiera była zaplanowana na jesień w sezonie telewizyjnym 2018/2019.
W czerwcu 2018 roku poinformowano, że Victor Williams otrzymał rolę Geralda.